# سوسن چلچراغ
سوسن چلچراغ (نام علمی: Lilium ledebourii) یکی از گونه‌های تیرهٔ سوسنیان است. ارتفاع آن بین ۵۰ تا ۱۵۰ سانتی‌متر است. تنها گونهٔ ایرانی جنس سوسن است که از لحاظ زیبایی هم‌ردیف اکثر گونه‌های شناخته شده و پرورش یافتهٔ این جنس است. نمونه‌هایی از آن که بیشتر از ۱۵ گل دارند، نیز دیده شده‌است اما معمولاً دارای ۴ تا ۱۰ گل است که قطعات گل پوش آن در حدود ۷ سانتی‌متر طول دارند. نادرترین گل دنیا، سوسن چلچراغ است که تنها در ایران(روستای داماش) و شمال شرق نمین و همچنین در بخش کوچکی از جمهوری آذربایجان می‌روید و برای مدت کوتاهی در حدود دو ماه گل دارد.

## رویشگاه
محل رویش این گونه در استان گیلان روستای داماش (رویشگاه اصلی) و در چند جای دیگر به صورت پراکنده گزارش شده و همچنین در روستای سرشمام رستم‌آباد گیلان چندین مورد از رویت این گیاه همراه با عکس گزارش گردیده‌است و از استان مازندران در ارتفاعات پلهم جان رامسر، تیلاکنار و خرماچال عباس‌آباد، دوهزار شهرستان تنکابن و ارتفاعات منطقه بندپی شرقی و در خارج از ایران نیز تنها در شهرستان لنکران در جمهوری آذربایجان دیده شده‌است. در منطقه داماش از استان گیلان که هم‌اکنون محافظت می‌گردد در حدود ۲۰۰۰ نمونه از آن در یک ناحیهٔ کوچک از جنگل‌های مخروبهٔ راش اطراف ده و در ارتفاع ۱۷۰۰ تا ۱۹۰۰ متری دیده شده‌است.در شهرستان نمین نیز در مناطق جنگلی شغال دره و سایر مناطق شمال شرقی می روید . زمان گلدهی در خرداد ماه است.
سوسن چلچراغ برای مدت کوتاهی در حدود دو ماه (خرداد و تیر) گل دارد. این گیاه از میانه‌های خرداد گل می‌دهد و گل‌های آن تا نیمه تیرماه پایدار می‌ماند.

## نام‌گذاری
برخی بر این باورند زیبایی و همانندی این گل به چلچراغ دلیل چنین نام‌گذاری است در حالی که مردم محلی می‌گویند سوسن چلچراغ در شب نورافشانی می‌کند و به همین دلیل چلچراغ نامیده شده‌است. در واقع پرچم سوسن چلچراغ دارای مواد فلورسانس است که قابلیت بازتابش نور را دارد.

## انقراض
تنها شمار اندکی از این گیاه باقی‌مانده و تحت تدابیر ویژه توسط محیط زیست نگهداری می‌شود. امروزه به دلیل زینتی بودن و برداشت بی‌رویه نسل این گل در حال انقراض است و تاکنون تلاش همه‌کسانی که خواسته‌اند آن را در مکان‌های دیگر پرورش دهند، بیهوده مانده‌است؛ با این همه کارشناسان مرکز ملی ذخایر ژنتیکی و زیستی ایران در ماه‌های گذشته موفق شدند دانش فنی روش‌های تکثیر این گیاه زیستی ارزشمند را به دست آورند.
این گیاه که نادرترین گونه سوسنیان به‌شمار می‌رود در نواحی بسیار محدودی از استان‌های اردبیل، مازندران و گیلان می‌روید و علاوه بر آن تنها در منطقه لنکران جمهوری آذربایجان (روستای کردسر در شهرستان لریک) دیده شده‌است.
رویشگاه سوسن چلچراغ در روستای داماش به مساحت چهار هکتار تحت حفاظت قرار گرفته‌است.

## ثبت ملی و گل ملی
سوسن چلچراغ نخستین بار در سال ۱۳۵۴ در کتاب فلور شرق معرفی و به افتخار گیاه‌شناس آلمانی کارل فردریش فون لدبور به نام لیلیوم لدربوری نام‌گذاری شد و پس از معرفی این گل به دولت ایران در همان زمان از سوی شورای عالی محیط‌زیست در گروه آثار زیست‌محیطی ملی کشور به ثبت رسید.
گل ملی سوسن چلچراغ، تنها گلی است که در فهرست آثار ملی به ثبت رسیده‌است.

## نگارخانه

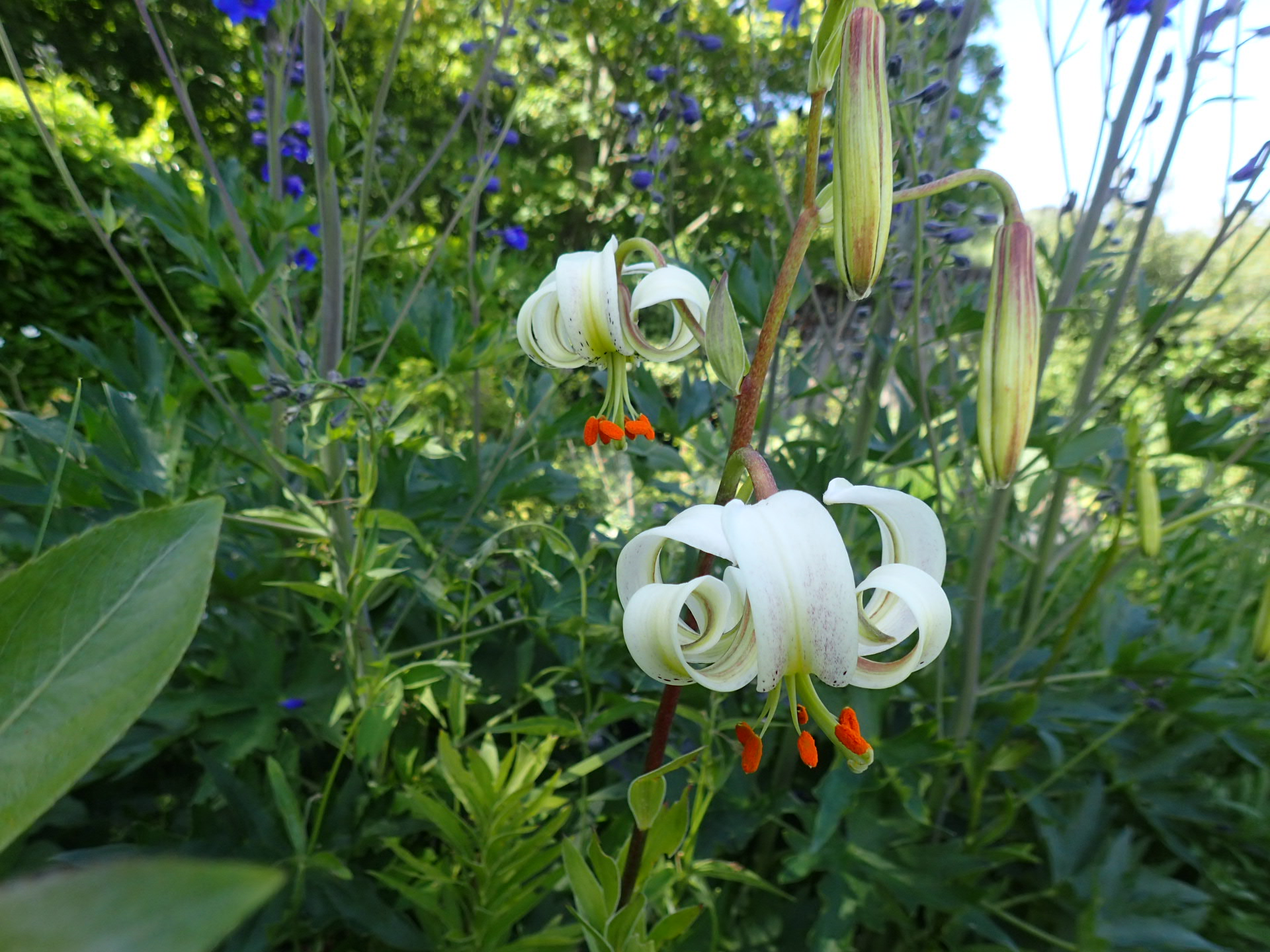
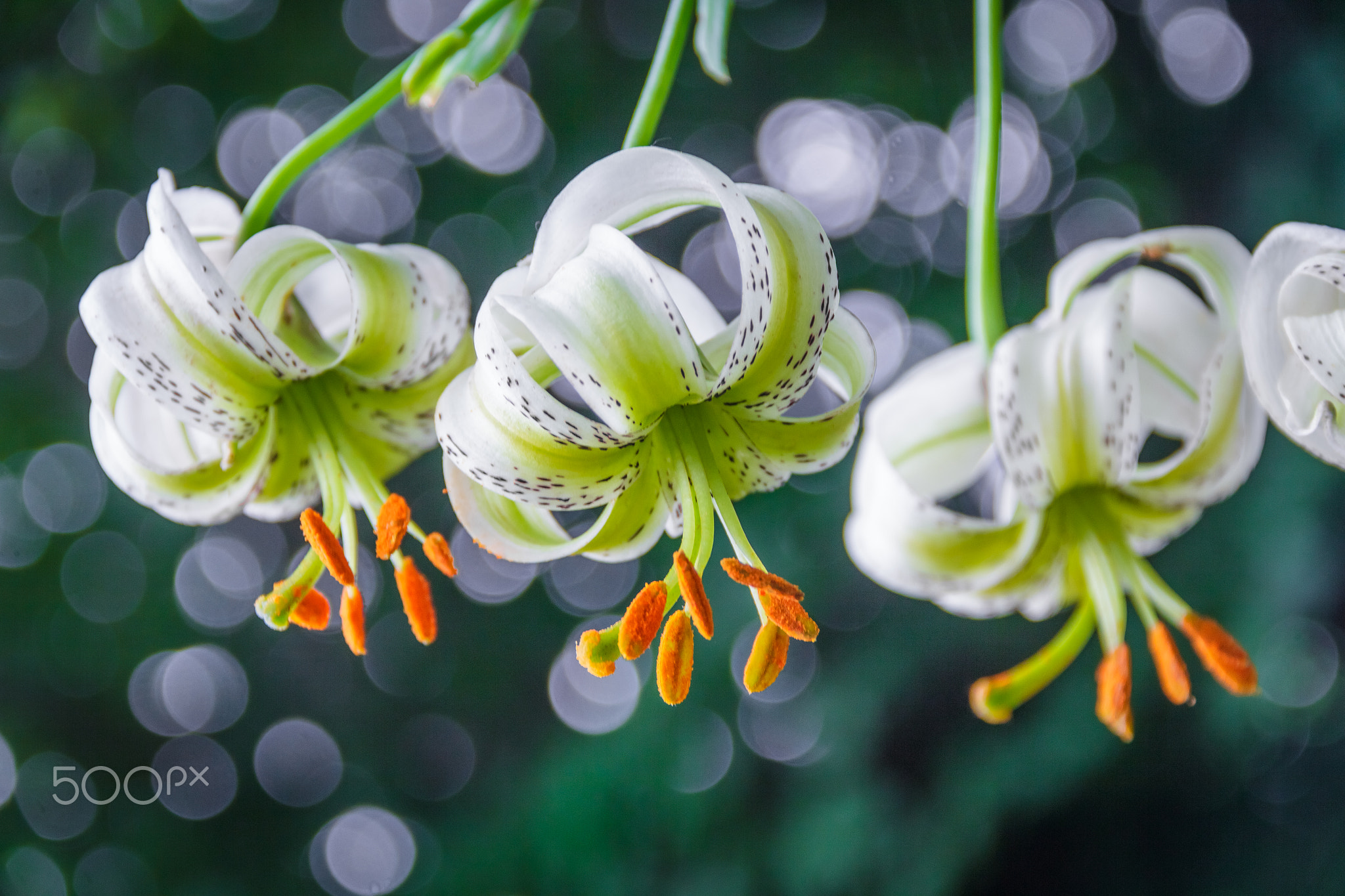
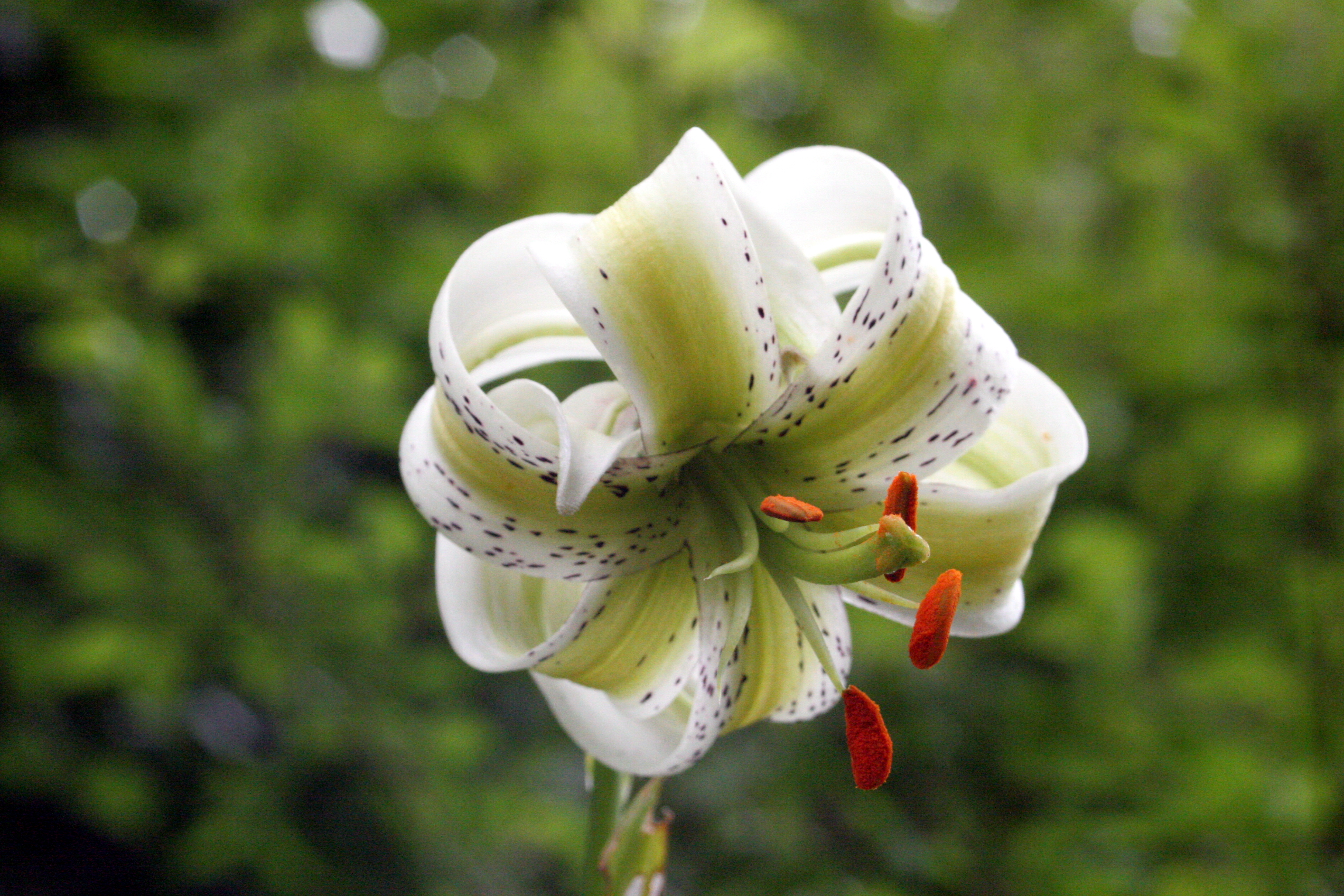
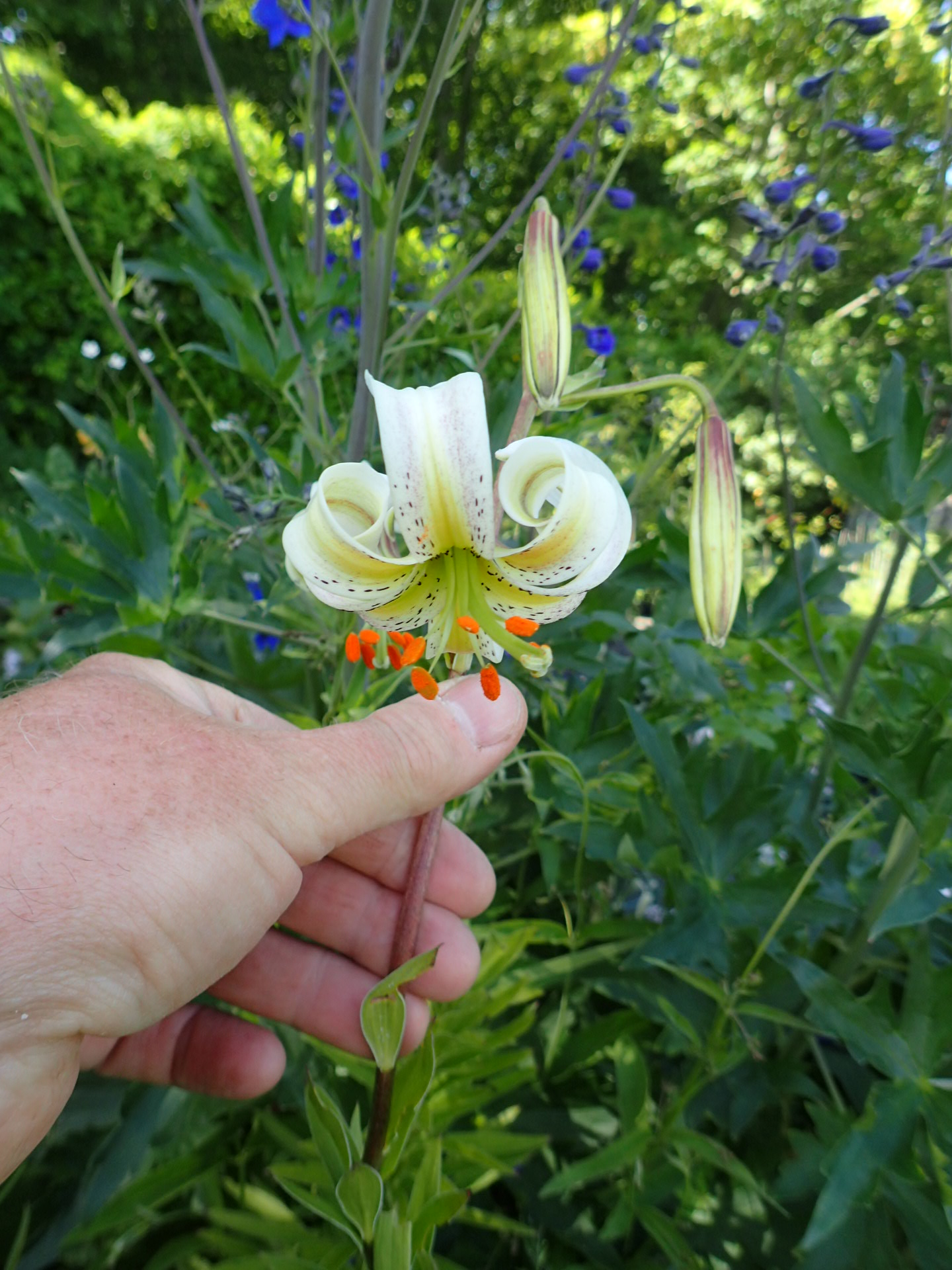
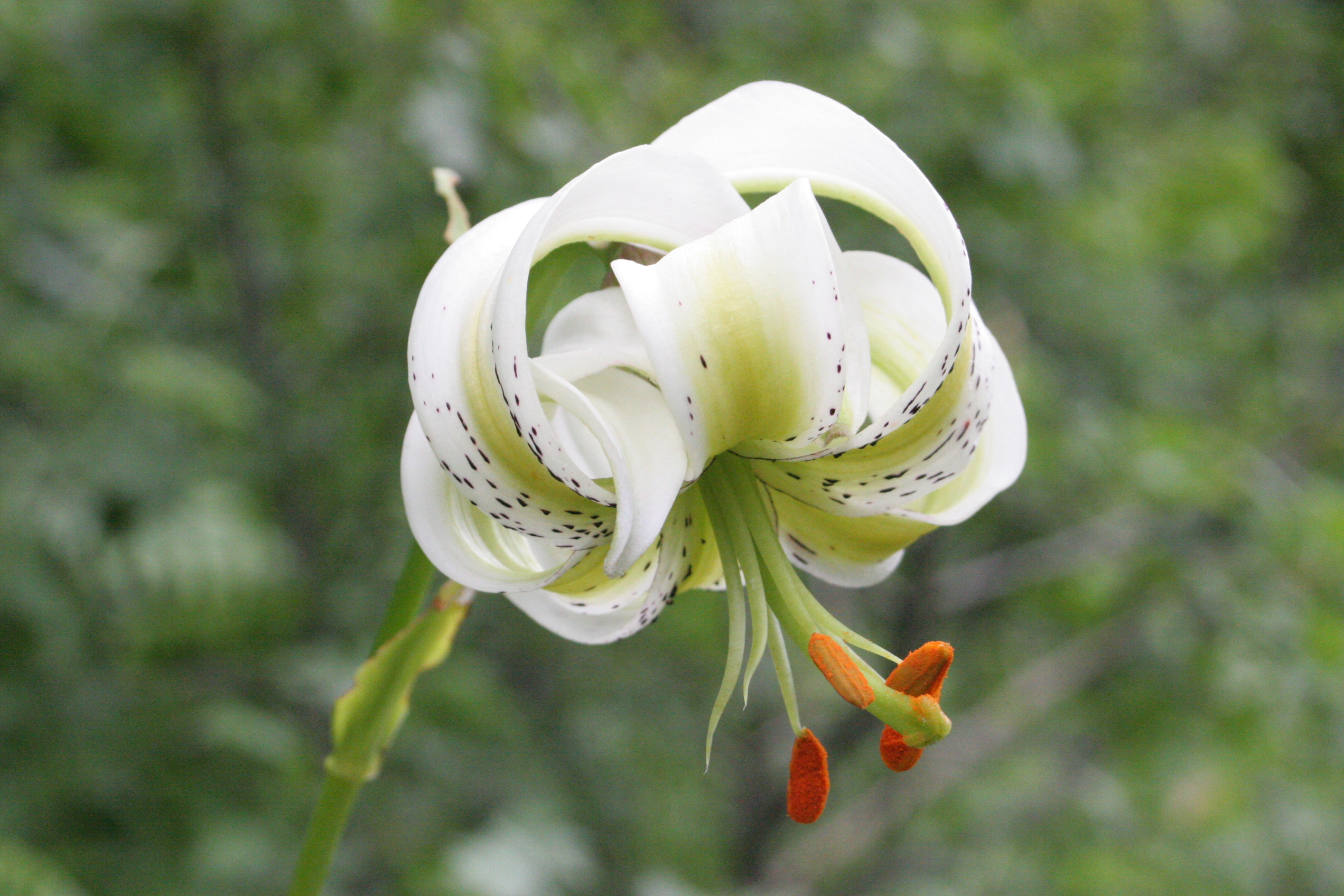